# Agrotis robusta
Agrotis robusta är en fjärilsart som beskrevs av Ev. 1856. Agrotis robusta ingår i släktet Agrotis och familjen nattflyn. Inga underarter finns listade i Catalogue of Life.